# Monardia antennata
Monardia antennata är en tvåvingeart som först beskrevs av Johannes Winnertz 1870.  Monardia antennata ingår i släktet Monardia och familjen gallmyggor.
Artens utbredningsområde är Minnesota. Inga underarter finns listade i Catalogue of Life.